# Aniquilação (filme)
Annihilation (bra/prt: Aniquilação) é um filme britano-estadunidense de 2018, dos gêneros aventura, ficção científica, terror, drama e fantasia, escrito e dirigido por Alex Garland, com roteiro baseado no livro homônimo de Jeff VanderMeer.
Produzido pela Skydance Media, DNA Films e Scott Rudin Productions e distribuído pela Paramount Pictures, é estrelado por Natalie Portman, Jennifer Jason Leigh, Gina Rodriguez, Tessa Thompson, Tuva Novotny e Oscar Isaac. Em Annihilation, um grupo de cientistas militares que entram em "The Shimmer", uma misteriosa zona em quarentena repleta de paisagens e criaturas mutantes.
Estreou em 28 de fevereiro de 2018 nos Estados Unidos, contando também com exibições teatrais no Canadá e na China. Após acordo com a Paramount Pictures, Annihilation foi distribuído internacionalmente pela Netflix, provedora de conteúdos via streaming e video on demand. A decisão de não exibir o título nos cinemas convencionais em outros países ocorreu após desavenças criativas entre o CEO da Skydance Media e co-financiador de produções da Paramount, David Ellison, e o produtor executivo do filme, Scott Rudin. Para Ellison, o longa-metragem era "muito intelectual e complicado", exigindo mudanças no temperamento da personagem de Natalie Portman e ajustes na parte final. Ao lado de Alex Garland, Rudin recusou-se em acatar os pedidos e manteve o final idealizado pelo diretor. Apesar da conquista, a chegada do novo presidente da Paramount, Jim Gianopulos, e o receio de Ellison após o fracasso de Geostorm, foi decidido que uma parceria com outro distribuidor, de preferência streaming, poderia ser o melhor para o filme, que era considerado como limitado em termos de bilheteria. Annihilation recebeu críticas geralmente favoráveis, destacando-se as performances do elenco, visual, roteiro e direção. Por sua vez, alguns apontaram a pouca fidelidade ao livro escrito por Jeff VanderMeer, mas chegando ao consenso de possuir uma história provocativa com um novo frescor aos filmes do gênero ficção científica. Arrecadou mais de US$ 43 milhões mundialmente, sendo quase US$ 33 milhões de bilheteria doméstica, Estados Unidos e Canadá, e mais de US$ 10 milhões na China, contra um orçamento de US$ 55 milhões.

## Enredo
Após o misterioso desaparecimento do marido, a bióloga Lena (Natalie Portman) procura por respostas e aceita fazer parte de um grupo de cientistas militares que entram em "The Shimmer", uma área selada pelo governo durante cerca de três anos e classificada como zona de desastre químico. Durante esse tempo, uma agência secreta, conhecida como Southern Reach, enviou diversas expedições para tentar descobrir a verdade sobre a Área X, mas todas as equipes falharam e apenas uma pessoa voltou, no caso, o marido de Lena (Oscar Isaac). Agora, o grupo encontrará uma floresta viva e colorida, onde depressa percebe que ali é tudo diferente do que já viram, como diversas plantas e criaturas mutantes.

## Elenco
- Natalie Portman como Lena
- Jennifer Jason Leigh como Dr. Ventress
- Gina Rodriguez como Anya Thorensen
- Tessa Thompson como Josie Radek
- Tuva Novotny como Cass Sheppard
- Oscar Isaac como Kane (marido de Lena)

## Produção
Durante uma exibição-teste, o filme não foi muito bem recebido e o produtor David Ellison, um dos financiadores junto à Paramount, considerou o filme "muito intelectual e complicado", e exigiu que fossem feitas mudanças para torná-lo atrativo a um público mais amplo. As mudanças incluíam tornar a personagem de Natalie Portman mais simpática e mudar o final do filme. O produtor Scott Rudin, entretanto, apoiou o diretor Garland em não alterar o filme.
Em 7 de dezembro de 2017, foi anunciado que, devido a conflitos entre Ellison e Rudin, e à mudança na diretoria da Paramount, um acordo fora firmado onde a Netflix ficou responsável pela distribuição internacional na maioria dos países, com a Paramount lançando-o nos cinemas dos Estados Unidos e da China. A Netflix passaria a exibir o filme pela internet 17 dias depois. Uma semana depois, Garland expressou desapontamento, alegando que o filme havia sido feito para ser exibido na tela grande dos cinemas.